# GNOME Vidéos
GNOME Vidéos, aussi connu sous le nom de Totem, est un lecteur multimédia (audio et vidéo) libre pour l'environnement de bureau GNOME disponible pour les distributions GNU/Linux, Solaris, BSD et Unix. Il repose sur la bibliothèque GStreamer. Le logiciel utilise les boîtes à outils Clutter et GTK+.
Vidéos est un logiciel libre distribué sous Licence publique générale GNU.

## Historique
Vidéos est officiellement fourni avec GNOME depuis sa version 2.10 (sortie en mars 2005, mais était souvent inclus dans les distributions précédentes : il est devenu populaire lorsqu'il a été choisi par Mandrake Linux (devenu Mandriva), comme lecteur multimédia par défaut. 
Il est également aujourd'hui le lecteur vidéo par défaut d'un grand nombre de systèmes d'exploitation proposant GNOME, comme Ubuntu, Fedora ou Debian.
À noter que, pendant de nombreuses années, Vidéos a pu utiliser aussi bien GStreamer que Xine comme bibliothèque multimédia, avant d'abandonner finalement le support de Xine dans la version 2.28.

## Caractéristiques
Vidéos, en tant que lecteur multimédia par défaut de la suite GNOME dispose d'une bonne intégration dans l'environnement, et notamment dans Nautilus. Le logiciel supporte la lecture des DVD, des VCD,et des CD musicaux.
- Support de la télévision numérique DVB-T (Terrestre) et DVB-S (Satellite) ;
- Support des sous-titres en différentes langues ;
- Son stéréo 4.0, 4.1, 5.0, 5.1, et support de l'AC3 ;
- Permet de reprendre automatiquement la lecture de la vidéo où elle s'était arrêtée précédemment (version 2.28).
- Permet le défilement image par image (presser la touche « . » pour avancer d'une image) (version 2.28).

On note aussi la présence de greffons élargissant les fonctionnalités du lecteur :
- Le greffon Navigateur YouTube permet de parcourir les vidéos hébergées sur YouTube[3] ;
- Le greffon BBC Content Viewer permet de parcourir les vidéos et séquences audio de la BBC[4];
- Le greffon Client DLNA/UPnP permet de se connecter aux serveurs de média compatibles DLNA présents sur le réseau.
- Le greffon Vegas (basé sur libquvi) pour afficher les vidéos Flash dans un navigateur sans le greffon homonyme d'Adobe[5],[6].